# Государственный институт расовой биологии
Государственный институт расовой биологии (швед. Rasbiologiska institutet, Statens institut för rasbiologi) — шведский институт, работавший в Уппсале с 1922 по 1958 год.
Решение о создании института было принято шведским риксдагом 13 мая 1921 года. Инициатором его создания стала группа известных учёных, среди которых был и генетик Херман Нильссон-Эле. На работу института в 1922 году было отпущено 60 тысяч крон, что для того времени было немалой суммой.
Институт начал свою работу 1 января 1922 года. Возглавил его профессор Херман Лундборг (1868—1943). Первоначально институт располагался в трёх комнатах в старом семинарском здании в Уппсале. Затем ему временно предоставлялись различные помещения в Ландсархиве и библиотеке Уппсальского университета. В 1926 году финансирование института было увеличено до 65 тысяч крон, и к помещениям института добавились ещё четыре комнаты.
В штате числились статистик, помощник расового биолога, антрополог, генеалог и два ассистента. Институт должен был исследовать условия жизни различных групп населения Швеции и возможностей их развития, изучить то, каким образом влияет окружение на индивидуума, группу родственников и народ, а также установить, какое влияние оказывают болезни на наследственность обычного человека. Предполагалось, что подобными исследованиями можно выявить причины преступности, дурных наклонностей, алкоголизма и психических заболеваний. Материал для исследований собирался в различных концах страны.
Задачей института было изучение характера шведов с расово-биологической точки зрения. В 1922—1923 годах его сотрудники провели измерение черепов 57 263 военнообязанных. Записывались данные о росте, цвете глаз и волос. Помимо военнообязанных, измерениям также подверглось некоторое количество школьников, а также пациентов психиатрических больниц и обитателей тюрем. Изучались и «наиболее качественный расовый материал», к которому относились студенты педагогических специальностей и учащиеся народных университетов. Всего за два года было обследовано 83 427 человек (военнообязанные — 70 %, школьники — 18 %, остальные категории — 3-4 % каждая).
Одновременно Лундборг исследовал смешение рас в северной Швеции. В 1922 и 1923 годах он провёл четыре месяца в Лаппланде. Эти исследования противоречили основной задаче института, но Лундборг стремился стать первым учёным, который сможет доказать, что подобное смешение является вредным.
В ходе работы института Лундберг выпустил такие сочинения, как «Расовая биология и расовая гигиена» («Rasbiologi och rashygien»), «Опасность дегенерации» («Degenerationsfaran»), «О расовой биологии и генеалогических исследованиях» («Om rasbiologi och släktforskning») и «Описание человека с точки зрения расовой биологии» («Rasbiologisk personbeskrivning»). Во многих газетах публиковались его статьи на подобные же темы. В Уппсальском университете читалось до десяти докладов в год, на которых выступали как шведские, так и иностранные исследователи. Высшей точкой работы института стала Скандинавская конференция по расовой биологии и антропологии, состоявшаяся в Уппсале 25-28 августа 1925 года. На ней собралось три десятка участников со всех скандинавских стран.
После четырёх лет своей работы институт представил результаты своих исследований. Первая публикация вышла на английском языке в 1926 году под названием «The Racial Character of the Swedish Nation». Содержание этого труда практически повторяло работу «Anthropologia Suecica», изданную в 1902 году. Сделанные в ней выводы по большей части соответствовали сказанному 25 лет назад. Согласно ей, количество «истинных длинных черепов» увеличилось с 30,1 до 30,2 %. В среднем, согласно работе, черепа шведов стали более длинными, однако объяснения данному феномену в книге не давалось. В 1928 году вышел перевод публикации на немецкий язык — «Rassenkunde des schwedischen Volkes».
Институт вёл также работу и среди отечественной публики. Так в 1927 году Лундборг опубликовал богато иллюстрированное популярное издание с названием «Шведская наука о расах» («Svensk raskunskap»). В конце книги он заявлял, что современная культура «во многих концах мира держится на нордической расе».
В 1932 году институт подвёл итоги изучения саамов. Они были опубликованы в декабре указанного года под заглавием «The race biology of the Swedish Lapps, part 1». В этой работе содержались почти исключительно статистические данные по изучению церковных книг. В книге также имелась глава, посвящённая древней истории саамов, написанная профессором К. Б. Виклундом, в которой он цитировал весьма презрительное суждение о них, высказанное в 1911 году епископом Лулео Улофом Бергквистом. В книге отсутствовали какие-либо данные о смешении рас на севере Швеции.
Лундборг постоянно боролся за увеличение ассигнований на институт, и через некоторое время на него стали смотреть как на малоподходящего для государственного института руководителя. В 1932 году новое социал-демократическое правительство начало проверку структуры института и направленности его деятельности. Лундборг защищал свои саамские исследования тем, что учреждению не хватало средств на «инвентаризацию населения страны с точки зрения расовой биологии», изначально являвшейся главной задачей института, и поэтому ему пришлось «сконцентрировать все свои усилия на лопарях». В результате дискуссий было решено, что институт пренебрёг вопросами, важными для изучения расово-биологического состояния шведов. Финансирование института было урезано с 65 тысяч крон до 45.
В 1935 году Лундборг вышел на пенсию. После него учреждение возглавил Гуннар Дальберг. Он являлся противником расовых исследований, в результате чего таковые были свёрнуты. После того как он стал во главе, финансирование института вновь было увеличено. Дальберг смог набрать новый персонал и увеличить количество помещений своего учреждения. Исследования теперь сконцентрировались на медицинской генетике. Однако новый руководитель института был вынужден опубликовать в 1941 году оставшуюся часть результатов по так называемым лопарским исследованиям. Труд оказался весьма противоречивым. В первой его части давался обзор проводившихся ранее расово-биологических исследований. В ней было множество таблиц с данными о 1331 сааме, но без каких-либо уничижительных суждений о них. Во второй части Дальберг подверг критике расовую биологию и в частности заявил, что «расовая биология — продукт национальных предрассудков и не имеет ничего общего с наукой».
В 1940 году Дальберг выпустил книгу «Наследие и раса» («Arv och ras»), которая затем была издана в Великобритании («Race, reason and rubbish»), а в 1947 году и в Германии («Vererbung und Rasse»), где её издание стало частью плана союзников по денацификации немецкого общества.
В начале 50-х годов у Дальберга возникли проблемы со здоровьем, и в 1956 году он умер. Через два года институт был упразднён, а его исследования в области генетики продолжились уже в стенах Уппсальского университета.